# اوپن‌کریتیک
اوپن کریتیک (به انگلیسی: OpenCritic) یک وب سایت جمع آوری نقد و بررسی برای بازی های ویدیویی است. اوپن کریتیک نظرات منتقدان را در چندین نشریه بازی های ویدیویی برای بازی های فهرست شده در سایت فهرست می کند. سپس وب سایت با میانگین گیری تمام بررسی های عددی یک امتیاز عددی مشخص میکند.